# Laugarfjall
Laugarfjall (in lingua islandese: Montagna delle sorgenti calde) è un vulcano situato nella regione del Suðurland, nella parte sud-occidentale dell'Islanda.

## Descrizione
Laugarfjall è un vulcano attivo, alto 700 m, situato nella contea di Árnessýsla, nella parte sud-occidentale in Islanda. Dal punto di vista amministrativo fa parte del territorio comunale di Bláskógabyggð. È posizionato non lontano dalla valle Haukadalur.
Il vulcano è noto perché ai suoi piedi si trova la ben conosciuta area geotermica di Geysir, da cui si ha la regolare emissione dei getti d'acqua bollente noti come geyser. Il nome Laugarfjall infatti in lingua islandese significa montagna delle sorgenti calde.

## Caratteristiche
Il Laugarfjall ha una forma a cupola, e geologicamente è un duomo di lava costituito di riolite.
È ben riconoscibile anche da lontano a causa del colore rossastro delle sue rocce. La particolare colorazione è dovuta all'ossidazione del ferro presente nelle sue rocce; l'ossidazione è un processo comune nella maggior parte delle zone geotermiche e collegata alla fuoriuscita di vari minerali.

## Geyser
I geyser sono una delle più note attrazioni dell'Islanda. I più conosciuti sono il Grande Geysir, che ha dato il nome a questa tipologia di emissioni in seguito chiamate geyser, e lo Strokkur.
L'attività dei geyser è nota da lungo tempo. Già negli Oddverjaannalen del 1294 viene riportato che grandi sorgenti sono scaturite dalla montagna. La continua variabilità di queste sorgenti era già nota nel Medioevo, tanto che nei testi viene riportato che "nuove sorgenti emergono e altre scompaiono".

## Escursionismo
Si può salire sulla sommità del Laugarfjall passando attraverso l'area geotermica. Dalla sommità si gode una bella vista sui geyser sottostanti e sulla regione degli altopiani, fino alla catena montuosa vulcanica del Kerlingarfjöll; guardando verso sud-est, la vista può arrivare fino al grande vulcano Hekla.